# Meniscuchus
Meniscuchus – rodzaj stawonogów z wymarłej gromady trylobitów, z rzędu Agnostida.
Żyły w okresie wczesnego kambru.